# Ruellia elegans
Espèce
Classification phylogénétique
Ruellia elegans, la Ruellie élégante, est une espèce de plantes à fleurs du genre Ruellia de la famille des Acanthaceae. C'est une plante herbacée originaire du Brésil (Minas Gerais, Sao Paulo, Parana).

## Description
Sa description en latin fut publiée par le botaniste Jean-Louis Marie Poiret pour la première fois en 1816 dans le supplément 4 en page 727 de l'Encyclopédie méthodique Botanique :
Ruellia ( formosa ) foliis petiolatis, integerrimis, ovatis ; utrinque pubescentibus ; pedunculis axillaribus, alternis, longissimis, paucifloris ; corollis subringentibus.
Il nous en fait la description suivante en français :
« Cette plante a des rapports avec le Rullia macrophylla de Vahl ; elle en diffère par ses feuilles & par la forme des fleurs. Ses tiges sont droites, presque ligneuses, un peu anguleuses, légèrement pileuses; les feuilles pétiolées, opposées, ovales, très entières, acuminées ou obtuses, un peu décurrentes sur les pétioles, assez grandes, pubescentes à leurs deux faces ; les pédicules alternes, axillaires, très longs, pileux, soutenant deux ou trios fleurs réunies & pédicellées; le calice pileux ; ses découpures très aigües ; la corolle d’un rouge-vif ; le tube[Quoi ?] allongé, un peu courbé et comprimé ; le limbe ample, presque en masque ou à deux lèvres ; les filaments saillants hors du tube ; les anthères sagittées ; le style plus long que les étamines ; le stigmate bifide. »

## Synonymes
Selon "The Plant List" 11 juin 2012
- Arrhostoxylum formosa (Bonpl.) Nees
- Ruellia formosa Bonpl.

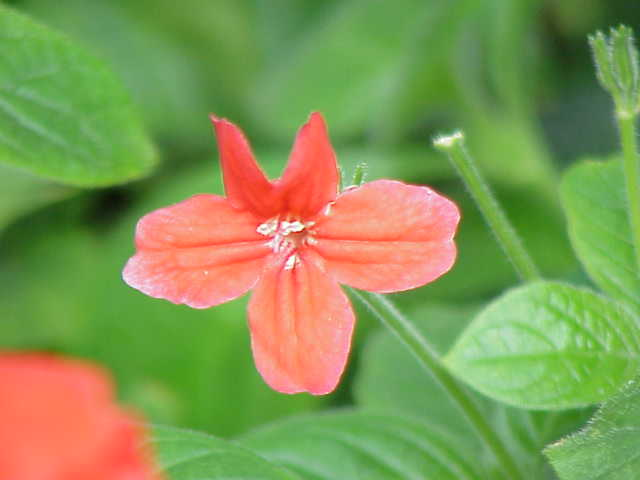
Ruellia elegans.
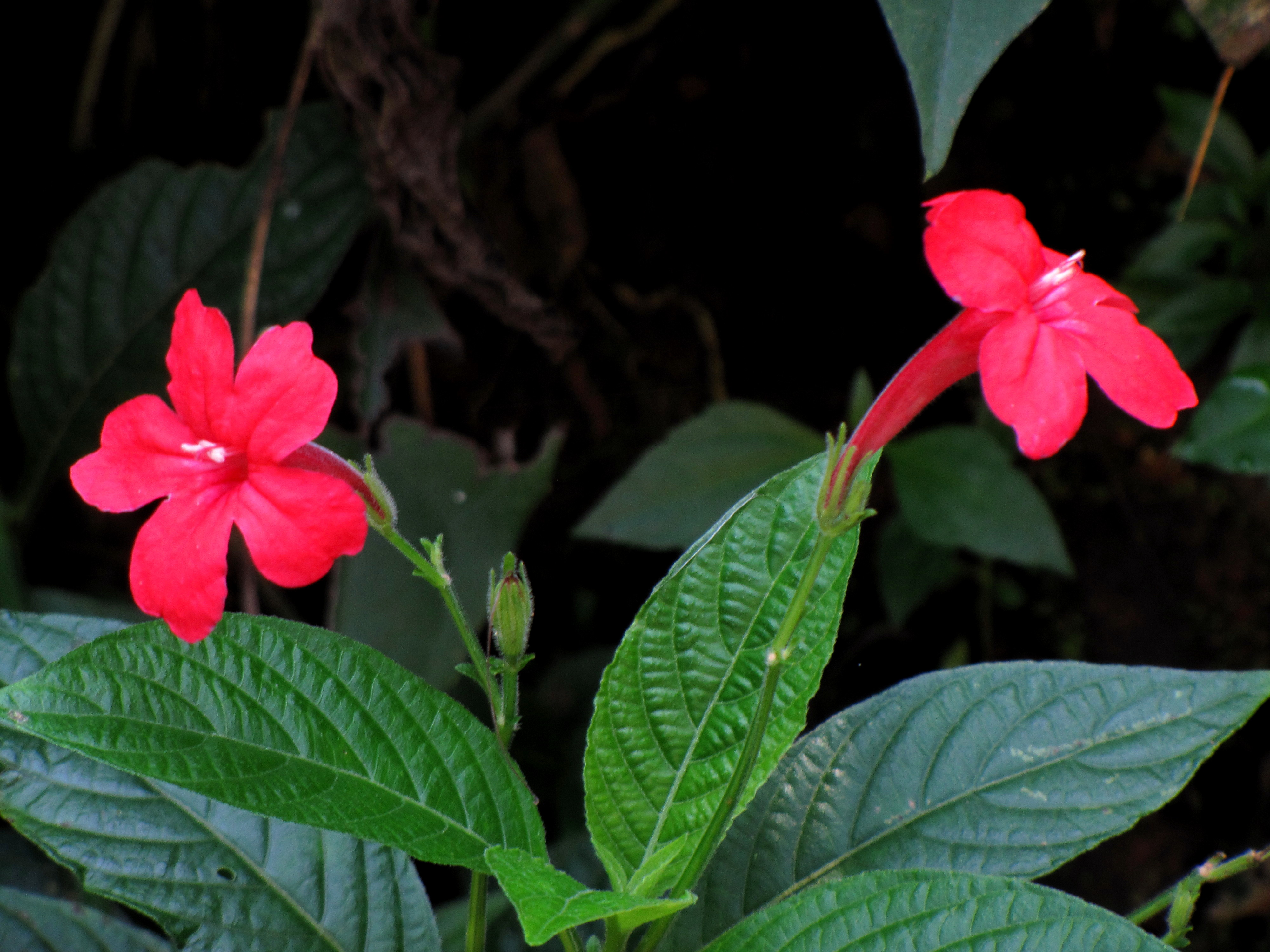
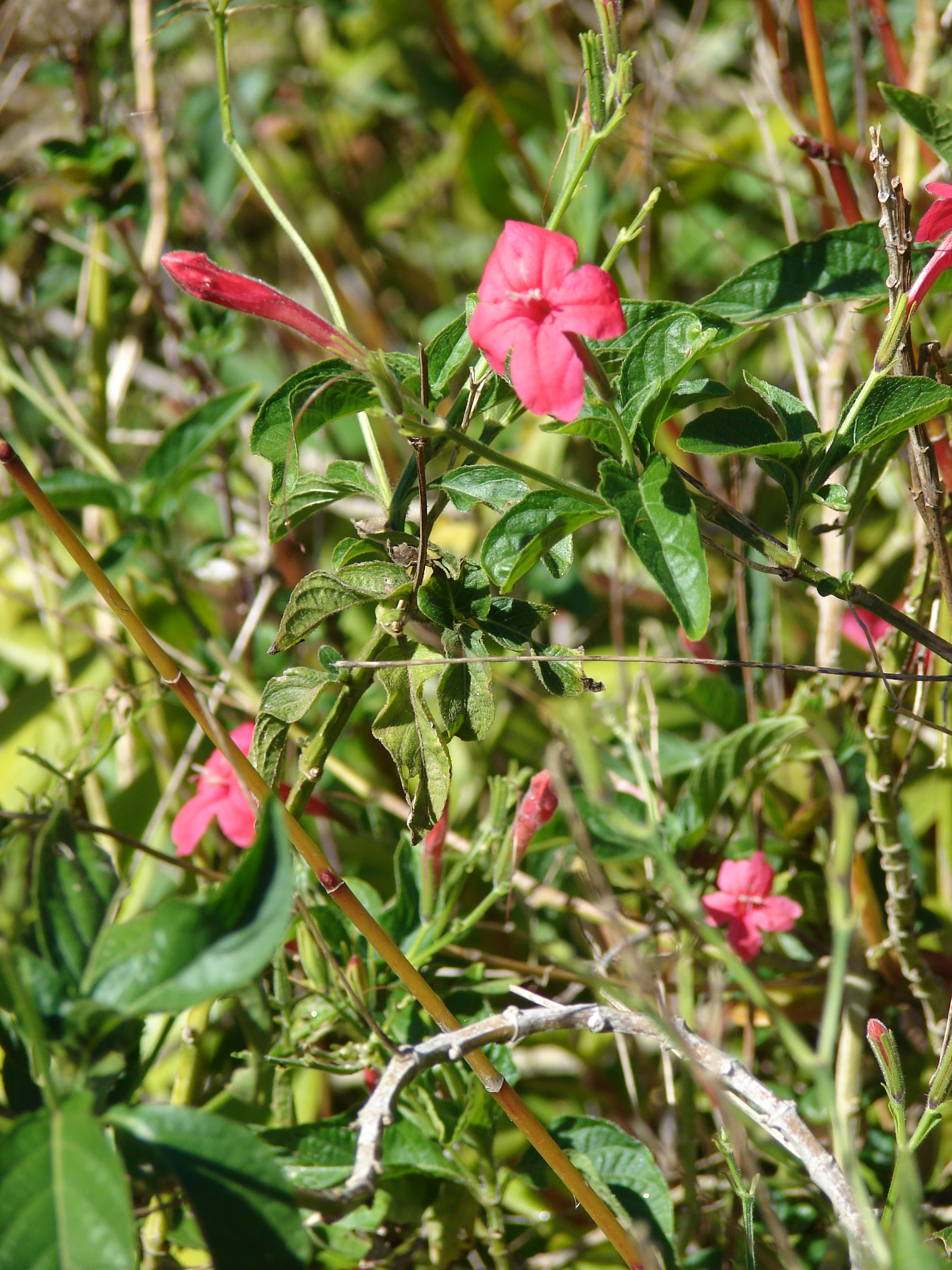
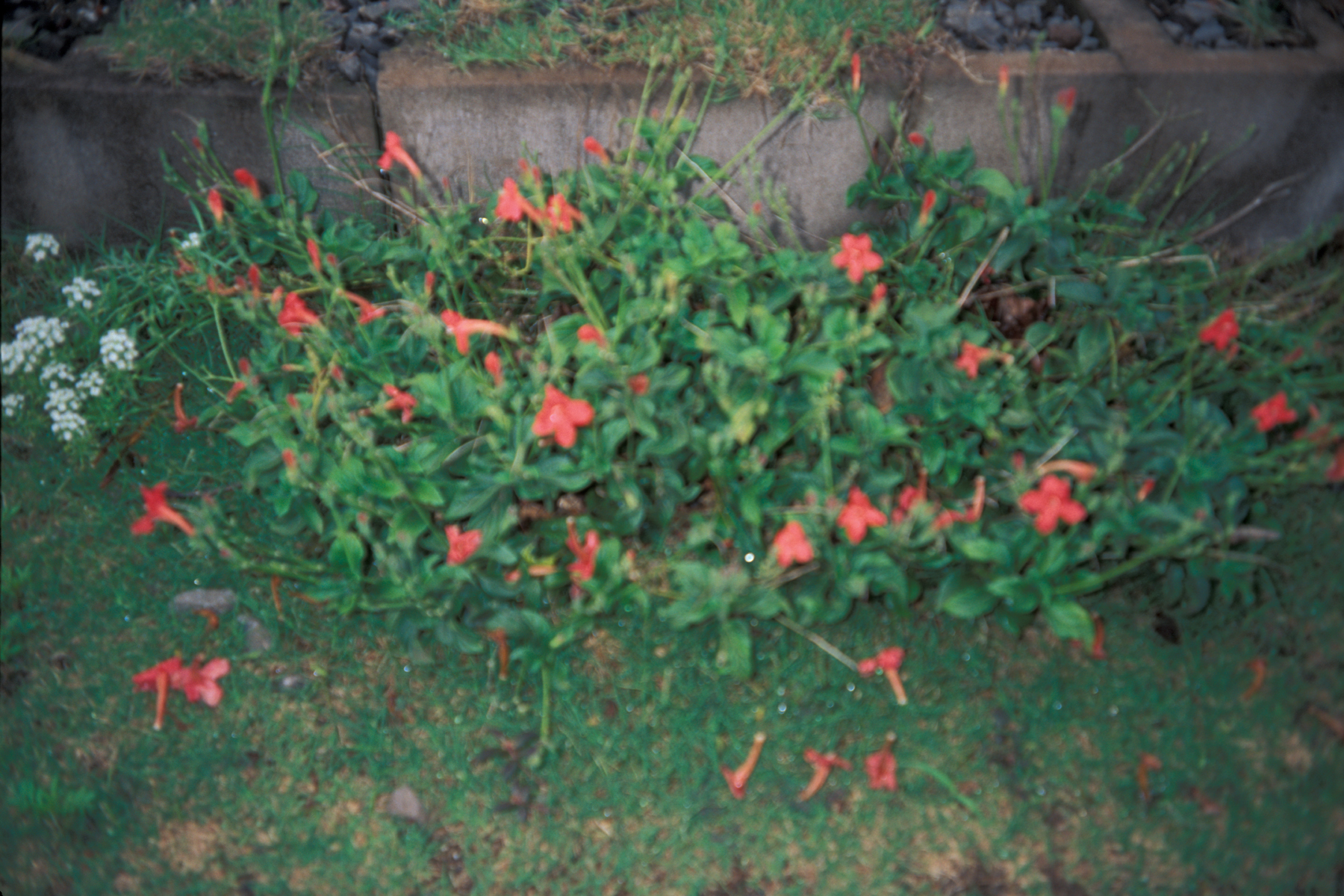